# International Boundary US-Canada Monuments
Les International Boundary US-Canada Monuments sont dix-sept bornes à la frontière entre la Colombie-Britannique et l'État de Washington, une section de la frontière américano-canadienne. Au Canada, elles délimitent le sud du district régional de Fraser Valley. Aux États-Unis, elles matérialisent la limite nord du comté de Whatcom entre la bordure occidentale du parc national des North Cascades et la bordure orientale de la Ross Lake National Recreation Area. Elles y sont inscrites au Registre national des lieux historiques depuis le 10 février 1989.